# باینرشتات
باینرشتات (به آلمانی: Beinerstadt) یک شهر در آلمان است که در هیلدبورگهاوزن واقع شده‌است. باینرشتات ۳۹۵ نفر جمعیت دارد.